# La Demi-pensionnaire
La Demi-pensionnaire est un roman de Didier Van Cauwelaert publié en 1999 aux éditions Albin Michel.

## Présentation
L'amour, ce philtre mystérieux, réunit ici deux êtres très dissemblables pas forcément faits pour se rencontrer, de façon banale au cours d'un déjeuner.
Il tombe immédiatement amoureux d'Hélène dont il s'aperçoit au dessert qu'elle se déplace en fauteuil roulant. Elle a pourtant tout pour elle cette jeune femme si sexy : championne de voltige aérienne, très gaie… et pas facile à draguer. Thomas est sous le charme, elle le bouscule, lui fait découvrir la liberté, ne serait-ce pas en fin de compte lui qui vivait en infirme et que Thomas, cet homme bien portant, avait besoin de cette femme pour pouvoir se réaliser ?

## Éditions
- La Demi-pensionnaire, Éditions Albin Michel, Paris, 1999,  (ISBN 9782226108951), éditions Lgf, Collection Le Livre de poche, n° 15055, 224 pages,  (ISBN 225315055X), 2001